# Liste des cours d'eau de la Haute-Vienne
Pour un article plus général, voir Géographie de la Haute-Vienne.

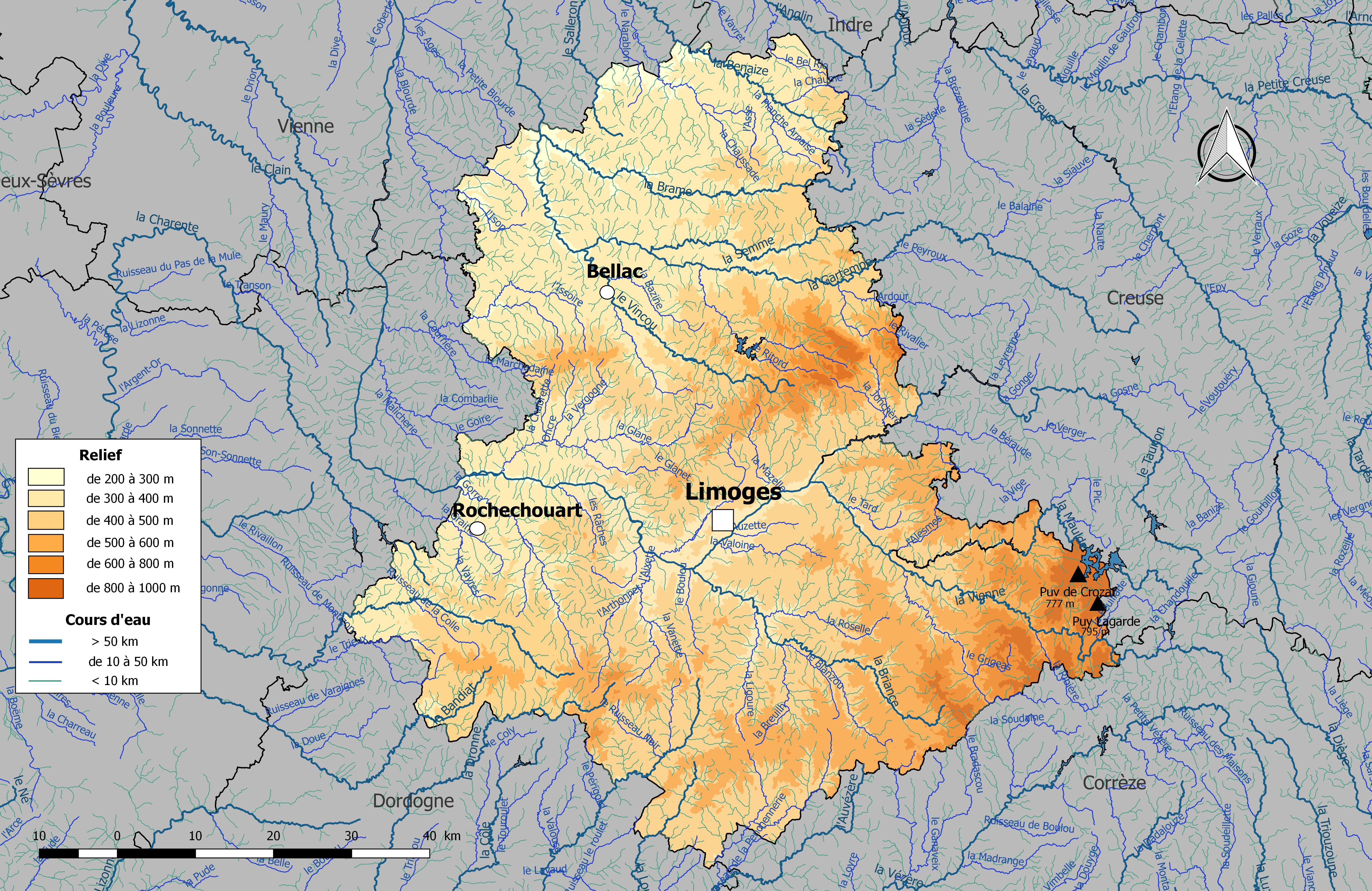
Carte du réseau hydrographique du département de la Haute-Vienne (France), avec représentation du relief.

La liste des cours d'eau de la Haute-Vienne présente les principaux cours d'eau traversant pour tout ou partie le territoire du département français de la Haute-Vienne dans la région Nouvelle-Aquitaine.
Les cours d'eau sont ordonnés selon leur origine naturelle (fleuve, rivières ou ruisseaux) ou artificielle (canaux). Pour chacun d'entre eux sont précisés : sa classe, sa longueur totale, le cours d'eau dans lequel il se jette (confluence), le bassin collecteur auquel il appartient, le nombre de départements et de communes traversées et le nom des communes qu'il irrigue dans le département de la Haute-Vienne.

## Réseau hydrographique de la Haute-Vienne

### Bassins

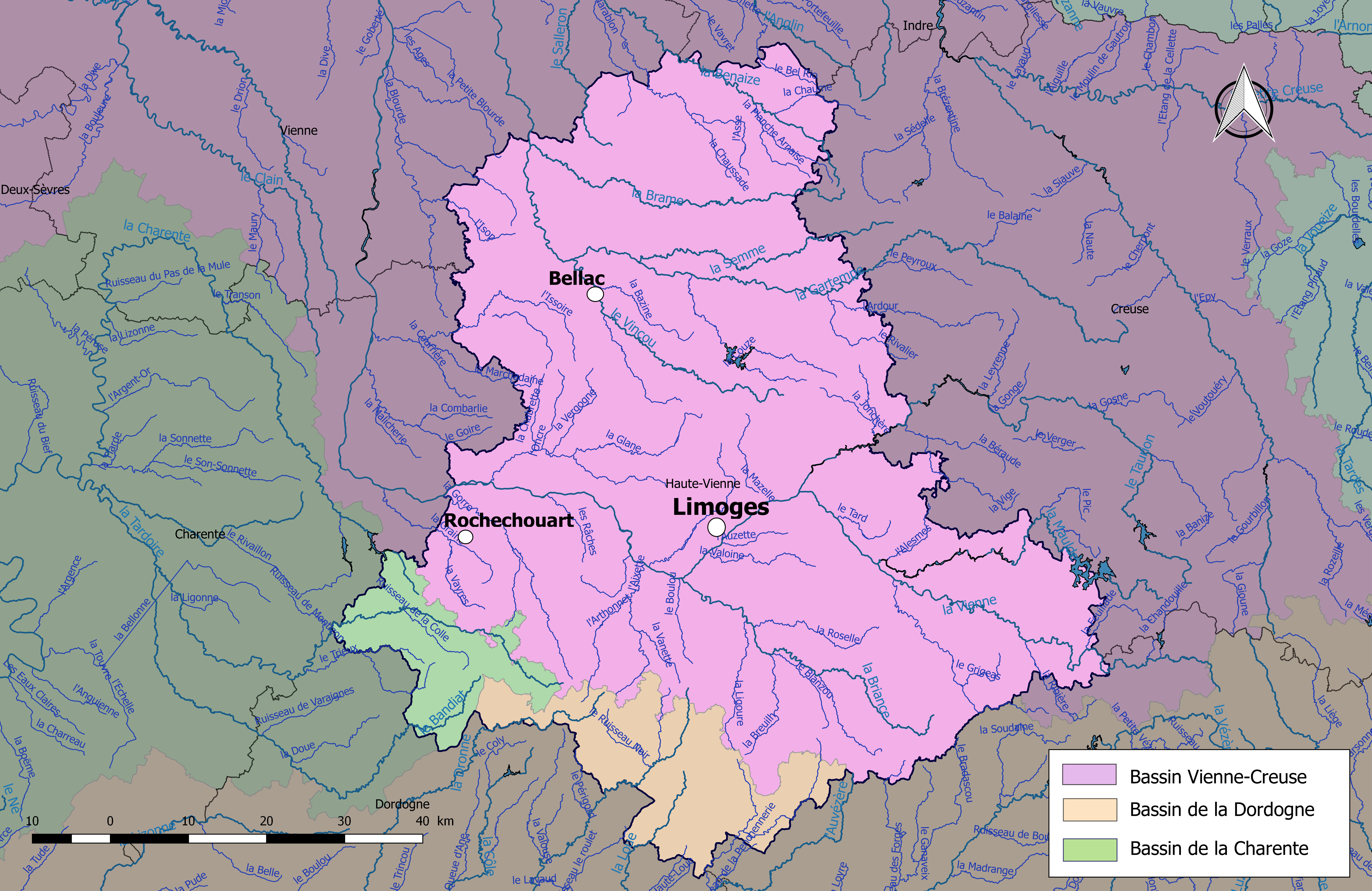
Découpage du département de la Haute-Vienne en bassins hydrographiques et représentation des cours d'eau de longueur supérieure à 10 km.

Les cours d'eau de la Haute-Vienne se répartissent en trois bassins versants : le bassin de la Charente, le bassin de la Dordogne et le bassin de la Loire, avec le sous-bassin de la Vienne. Le territoire du département dépend de deux bassins administratifs : les bassins Adour-Garonne (Charente et Dordogne) et Loire-Bretagne (Loire).

#### Bassin de la Charente
Le bassin de la Charente est le plus petit bassin versant d’Adour-Garonne (10 549 km2). Il occupe une petite partie sud-ouest du territoire départemental où il est drainé par la Charente, par son principal affluent, la Tardoire, et l'affluent de celle-ci, le Bandiat.

#### Bassin de la Dordogne
Le bassin de la Dordogne est le second plus grand bassin versant d’Adour-Garonne (24 000 km2), après celui de la Garonne. Il occupe une petite partie sud-ouest du territoire départemental où il est drainé par l'Isle et ses deux affluents la Dronne et la Loue.

#### Bassin de la Loire
Le bassin de la Vienne, sous-bassin du bassin de la Loire, s'étend sur 21 157 km2 et couvre huit départements sur deux régions. Il est lui-même composé de six sous-bassins : Vienne aval, Creuse aval, le Clain, la Gartempe, Creuse amont et Vienne amont, ce dernier occupant la plus grande partie du territoire de la Haute-Vienne. Le bassin hydrographique de la Vienne constitue le sous-bassin administratif Vienne-Creuse du bassin administratif Loire-Bretagne.
La Vienne, la Gartempe, le Taurion, la Benaize, la Maulde, la Brame, la Briance, la Semme, le Vincou et le Salleron sont les principaux cours d'eau qui drainent ce sous-bassin dans le département de la Haute-Vienne.

## Cours d'eau naturels

### Définition
Jusqu'en 2016, aucun texte législatif ne définissait la notion de cours d’eau. Ce n'est qu'avec la loi du 8 août 2016 pour la reconquête de la biodiversité, de la nature et des paysages que cette lacune est comblée. L'article 118 de cette loi insère un nouvel article L. 215-7-1 dans le code de l'environnement précisant que « constitue un cours d'eau un écoulement d'eaux courantes dans un lit naturel à l'origine, alimenté par une source et présentant un débit suffisant la majeure partie de l'année. L'écoulement peut ne pas être permanent compte tenu des conditions hydrologiques et géologiques locales. ». Ainsi les deux principaux critères retenus sont :
- la présence et la permanence d’un lit naturel à l’origine, ce qui distingue les cours d’eau (artificialisés ou non) des fossés et canaux creusés par la main de l’homme ;
- la permanence d’un débit suffisant une majeure partie de l’année, critère qui doit être évalué en fonction des conditions climatiques et hydrologiques locales.

### Cours d'eau permanents de longueur supérieure ou égale à10km
La base de données Carthage est le référentiel du réseau hydrographique français. Cette base est réalisée à partir de la couche hydrographie de la base de données Carto enrichie par le ministère chargé de l'environnement et les agences de l'eau avec le découpage du territoire en zones hydrographiques d'une part et la codification de ces zones et du réseau hydrographique d'autre part. De cette base, il ressort que le réseau hydrographique de la Haute-Vienne comprend 84 cours d'eau permanents de longueur supérieure à 10 km et dont le cours est en partie ou en totalité dans le département de la Haute-Vienne.
Le référentiel national hiérarchise le réseau en sept classes selon l'importance décroissante des cours d'eau. Le tableau ci-après regroupe tous les cours d'eau irriguant pour tout ou partie du département et appartenant à l'une des classes 1 à 4. Pour chacune de ces classes les caractéristiques des cours d'eau sont les suivantes : 
- 1 : longueur supérieure à 100 km ou tout cours d’eau se jetant dans une embouchure logique[Note 1] et d'une longueur supérieure à 25 km ;
- 2 : longueur comprise entre 50 et 100 km ou tout cours d’eau se jetant dans une embouchure logique et d’une longueur supérieure à 10 km ;
- 3 : longueur comprise entre 25 et 50 km ;
- 4 : longueur comprise entre 10 et 25 km.

| Nom du cours d'eau   | Classe | Longueur totale en km | Confluence        | Bassin collecteur | Départements irrigués          | Communes irriguées | Communes irriguées | Communes irriguées |
| Nom du cours d'eau   | Classe | Longueur totale en km | Confluence        | Bassin collecteur | Départements irrigués          | Nb total           | Nb ds le dép.      | Communes du département |
| -------------------- | ------ | --------------------- | ----------------- | ----------------- | ------------------------------ | ------------------ | ------------------ | --- |
| Aixette              | 3      | 27,1                  | la Vienne         | la Loire          | 1 (87)                         | 7                  | 7                  | Aixe-sur-Vienne, Bussière-Galant, Lavignac, Meilhac, Nexon, Rilhac-Lastours, Saint-Martin-le-Vieux. |
| Alesmes              | 4      | 12,7                  | la Maulde         | la Loire          | 2 (23, 87)                     | 4                  | 3                  | Champnétery, Moissannes, Saint-Léonard-de-Noblat. |
| Ardour               | 3      | 33,5                  | la Gartempe       | la Loire          | 2 (23, 87)                     | 10                 | 3                  | Bersac-sur-Rivalier, Folles, Laurière. |
| Arthonnet            | 4      | 18,9                  | l'Aixette         | la Loire          | 1 (87)                         | 4                  | 4                  | Bussière-Galant, Les Cars, Flavignac, Saint-Martin-le-Vieux. |
| Asse                 | 3      | 44,4                  | la Benaize        | la Loire          | 2 (86, 87)                     | 8                  | 5                  | Lussac-les-Églises, Mailhac-sur-Benaize, Saint-Hilaire-la-Treille, Saint-Léger-Magnazeix, Verneuil-Moustiers. |
| Aurence              | 3      | 27,3                  | la Vienne         | la Loire          | 1 (87)                         | 5                  | 5                  | Aixe-sur-Vienne, Chaptelat, Couzeix, Isle, Limoges. |
| Auvézère             | 1      | 112,2                 | l'Isle            | la Dordogne       | 3 (19, 24, 87)                 | 27                 | 2                  | La Porcherie, Saint-Germain-les-Belles. |
| Auzette              | 4      | 10,1                  | la Vienne         | la Loire          | 1 (87)                         | 3                  | 3                  | Limoges, Panazol, Saint-Just-le-Martel. |
| Bandiat              | 2      | 91,4                  | la Tardoire       | la Charente       | 3 (16, 24, 87)                 | 22                 | 3                  | La Chapelle-Montbrandeix, Marval, Pensol. |
| Bazine               | 4      | 19,6                  | le Vincou         | la Loire          | 1 (87)                         | 4                  | 4                  | Bellac, Blanzac, Roussac, Saint-Junien-les-Combes. |
| Bel Rio              | 4      | 18,7                  | l'Anglin          | la Loire          | 2 (36, 87)                     | 5                  | 3                  | Cromac, Les Grands-Chézeaux, Saint-Georges-les-Landes. |
| Benaize              | 2      | 79                    | l'Anglin          | la Loire          | 4 (23, 36, 86, 87)             | 17                 | 7                  | Arnac-la-Poste, Cromac, Jouac, Lussac-les-Églises, Mailhac-sur-Benaize, Saint-Martin-le-Mault, Saint-Sulpice-les-Feuilles. |
| Blanzou              | 4      | 14,9                  | la Briance        | la Loire          | 1 (87)                         | 6                  | 6                  | Glanges, Magnac-Bourg, Pierre-Buffière, Saint-Germain-les-Belles, Saint-Hilaire-Bonneval, Vicq-sur-Breuilh. |
| Boucheuse            | 3      | 38,1                  | l'Auvézère        | la Dordogne       | 3 (19, 24, 87)                 | 8                  | 4                  | Coussac-Bonneval, Glandon, Magnac-Bourg, Meuzac. |
| Boulou               | 4      | 12,9                  | la Vienne         | la Loire          | 1 (87)                         | 5                  | 5                  | Bosmie-l'Aiguille, Burgnac, Isle, Jourgnac, Nexon. |
| Bradascou            | 3      | 33                    | la Vézère         | la Dordogne       | 2 (19, 87)                     | 9                  | 1                  | Surdoux. |
| Brame                | 2      | 60,4                  | la Gartempe       | la Loire          | 2 (23, 87)                     | 14                 | 12                 | Arnac-la-Poste, La Bazeuge, Bussière-Poitevine, Darnac, Dinsac, Dompierre-les-Églises, Le Dorat, Magnac-Laval, Oradour-Saint-Genest, Saint-Hilaire-la-Treille, Saint-Sornin-Leulac, Thiat. |
| Breuilh              | 4      | 18,7                  | la Briance        | la Loire          | 1 (87)                         | 5                  | 5                  | Château-Chervix, Pierre-Buffière, Saint-Jean-Ligoure, Saint-Priest-Ligoure, Vicq-sur-Breuilh. |
| Briance              | 2      | 57,7                  | la Vienne         | la Loire          | 1 (87)                         | 18                 | 18                 | Boisseuil, Bosmie-l'Aiguille, Condat-sur-Vienne, La Croisille-sur-Briance, Glanges, Isle, Jourgnac, Linards, Pierre-Buffière, Saint-Bonnet-Briance, Saint-Genest-sur-Roselle, Saint-Hilaire-Bonneval, Saint-Jean-Ligoure, Saint-Méard, Saint-Vitte-sur-Briance, Solignac, Vicq-sur-Breuilh, Le Vigen. |
| Cane                 | 4      | 16,2                  | la Vienne         | la Loire          | 1 (87)                         | 5                  | 5                  | Ambazac, Bonnac-la-Côte, Le Palais-sur-Vienne, Rilhac-Rancon, Saint-Sylvestre. |
| Chabrette            | 4      | 11,5                  | la Glane          | la Loire          | 1 (87)                         | 4                  | 4                  | Cieux, Javerdat, Montrol-Sénard, Saint-Brice-sur-Vienne. |
| Charente             | 1      | 381,2                 | Golfe de Gascogne | la Charente       | 4 (16, 17, 86, 87)             | 120                | 2                  | Chéronnac, Videix. |
| Chaume               | 4      | 16,3                  | la Benaize        | la Loire          | 2 (23, 87)                     | 6                  | 3                  | Les Grands-Chézeaux, Mailhac-sur-Benaize, Saint-Sulpice-les-Feuilles. |
| Chaussade            | 4      | 11,7                  | l'Asse            | la Loire          | 1 (87)                         | 2                  | 2                  | Saint-Hilaire-la-Treille, Saint-Léger-Magnazeix. |
| Ruisseau de la Colle | 4      | 14,7                  | la Tardoire       | la Charente       | 1 (87)                         | 2                  | 2                  | Cussac, Saint-Mathieu. |
| Combade              | 3      | 40,8                  | la Vienne         | la Loire          | 2 (19, 87)                     | 12                 | 9                  | Châteauneuf-la-Forêt, Domps, Masléon, Neuvic-Entier, Roziers-Saint-Georges, Sainte-Anne-Saint-Priest, Saint-Denis-des-Murs, Saint-Gilles-les-Forêts, Sussac. |
| Couze                | 3      | 35,2                  | la Gartempe       | la Loire          | 1 (87)                         | 9                  | 9                  | Balledent, Bersac-sur-Rivalier, Compreignac, Rancon, Razès, Roussac, Saint-Léger-la-Montagne, Saint-Pardoux, Saint-Symphorien-sur-Couze. |
| Crassat              | 4      | 11,4                  | l'Isle            | la Dordogne       | 1 (87)                         | 4                  | 4                  | La Meyze, Nexon, Saint-Hilaire-les-Places, Saint-Yrieix-la-Perche. |
| Dronne               | 1      | 200,6                 | l'Isle            | la Dordogne       | 5 (16, 17, 24, 33, 87)         | 52                 | 2                  | Bussière-Galant, Dournazac. |
| Feuillade            | 4      | 14,7                  | la Vienne         | la Loire          | 2 (23, 87)                     | 4                  | 2                  | Nedde, Rempnat. |
| Ruisseau des Forges  | 4      | 22,1                  | le Bradascou      | la Dordogne       | 2 (19, 87)                     | 6                  | 1                  | La Porcherie. |
| Ruisseau de Fraisse  | 4      | 14,9                  | la Gaienne        | la Loire          | 1 (87)                         | 4                  | 4                  | Blond, Montrol-Sénard, Mortemart, Nouic. |
| Franche Doire        | 3      | 25                    | la Blourde        | la Loire          | 2 (86, 87)                     | 5                  | 3                  | Bussière-Poitevine, Saint-Barbant, Saint-Bonnet-de-Bellac. |
| Gane                 | 4      | 12,2                  | le Taurion        | la Loire          | 1 (87)                         | 4                  | 4                  | Les Billanges, Jabreilles-les-Bordes, La Jonchère-Saint-Maurice, Saint-Laurent-les-Églises. |
| Gartempe             | 1      | 204,6                 | la Creuse         | la Loire          | 5 (23, 36, 37, 86, 87)         | 46                 | 16                 | Balledent, Bersac-sur-Rivalier, Bessines-sur-Gartempe, Blanzac, Bussière-Poitevine, Châteauponsac, La Croix-sur-Gartempe, Darnac, Droux, Folles, Peyrat-de-Bellac, Rancon, Saint-Bonnet-de-Bellac, Saint-Ouen-sur-Gartempe, Saint-Sornin-la-Marche, Thiat. |
| Glane                | 3      | 41,4                  | la Vienne         | la Loire          | 1 (87)                         | 9                  | 9                  | Javerdat, Nieul, Oradour-sur-Glane, Saint-Brice-sur-Vienne, Saint-Gence, Saint-Jouvent, Saint-Junien, Thouron, Veyrac. |
| Glanet               | 4      | 16,8                  | la Glane          | la Loire          | 1 (87)                         | 4                  | 4                  | Couzeix, Oradour-sur-Glane, Saint-Gence, Veyrac. |
| Glayeule             | 4      | 20,7                  | le Vincou         | la Loire          | 1 (87)                         | 7                  | 7                  | Berneuil, Blond, Breuilaufa, Chamboret, Nantiat, Peyrilhac, Vaulry. |
| Glevert              | 4      | 16,6                  | la Benaize        | la Loire          | 1 (87)                         | 4                  | 4                  | Arnac-la-Poste, Cromac, Mailhac-sur-Benaize, Saint-Hilaire-la-Treille. |
| Goire                | 3      | 28,7                  | la Vienne         | la Loire          | 2 (16, 87)                     | 7                  | 1                  | Saint-Junien. |
| Gorre                | 3      | 39,2                  | la Vienne         | la Loire          | 2 (16, 87)                     | 10                 | 9                  | Chaillac-sur-Vienne, Champsac, Gorre, Pageas, Rochechouart, Saillat-sur-Vienne, Saint-Auvent, Saint-Cyr, Saint-Laurent-sur-Gorre. |
| Gorret               | 4      | 12,2                  | la Gorre          | la Loire          | 1 (87)                         | 4                  | 4                  | Champagnac-la-Rivière, Oradour-sur-Vayres, Saint-Auvent, Saint-Laurent-sur-Gorre. |
| Graine               | 3      | 26,6                  | la Vienne         | la Loire          | 2 (16, 87)                     | 7                  | 4                  | Oradour-sur-Vayres, Rochechouart, Saint-Auvent, Vayres. |
| Grand Rieux          | 4      | 13,1                  | la Vienne         | la Loire          | 1 (87)                         | 4                  | 4                  | Aixe-sur-Vienne, Saint-Martin-le-Vieux, Saint-Priest-sous-Aixe, Séreilhac. |
| Grigeas              | 4      | 11,1                  | la Combade        | la Loire          | 1 (87)                         | 4                  | 4                  | Domps, Eymoutiers, Sainte-Anne-Saint-Priest, Sussac. |
| Isle                 | 1      | 255,3                 | la Dordogne       | la Dordogne       | 3 (24, 33, 87)                 | 66                 | 6                  | Le Chalard, Janailhac, Ladignac-le-Long, La Meyze, La Roche-l'Abeille, Saint-Yrieix-la-Perche. |
| Isop                 | 4      | 18,3                  | la Blourde        | la Loire          | 2 (86, 87)                     | 4                  | 3                  | Saint-Barbant, Saint-Bonnet-de-Bellac, Saint-Martial-sur-Isop. |
| Issoire              | 3      | 45,7                  | la Vienne         | la Loire          | 2 (16, 87)                     | 8                  | 4                  | Blond, Val d'Issoire, Gajoubert, Val d'Issoire. |
| Jonchère             | 4      | 10,6                  | la Gane           | la Loire          | 1 (87)                         | 4                  | 4                  | Les Billanges, La Jonchère-Saint-Maurice, Saint-Laurent-les-Églises, Saint-Léger-la-Montagne. |
| Ligoure              | 4      | 21,2                  | la Briance        | la Loire          | 1 (87)                         | 4                  | 4                  | La Roche-l'Abeille, Saint-Jean-Ligoure, Saint-Priest-Ligoure, Le Vigen. |
| Loue                 | 2      | 50,9                  | l'Isle            | la Dordogne       | 2 (24, 87)                     | 11                 | 2                  | Glandon, Saint-Yrieix-la-Perche. |
| Marchadaine          | 4      | 21,4                  | l'Issoire         | la Loire          | 2 (16, 87)                     | 5                  | 1                  | Montrol-Sénard. |
| Maulde               | 2      | 68,5                  | la Vienne         | la Loire          | 2 (23, 87)                     | 12                 | 8                  | Beaumont-du-Lac, Bujaleuf, Champnétery, Cheissoux, Peyrat-le-Château, Saint-Denis-des-Murs, Saint-Julien-le-Petit, Saint-Léonard-de-Noblat. |
| Mazelle              | 4      | 12,9                  | la Cane           | la Loire          | 1 (87)                         | 5                  | 5                  | Bonnac-la-Côte, Compreignac, Limoges, Le Palais-sur-Vienne, Rilhac-Rancon. |
| Narablon             | 4      | 21,7                  | la Benaize        | la Loire          | 2 (86, 87)                     | 4                  | 2                  | Azat-le-Ris, Verneuil-Moustiers. |
| Nauzon               | 4      | 11,6                  | le Trieux         | la Charente       | 2 (24, 87)                     | 4                  | 2                  | Maisonnais-sur-Tardoire, Saint-Mathieu. |
| Ruisseau Noir        | 4      | 13,6                  | l'Isle            | la Dordogne       | 1 (87)                         | 4                  | 4                  | Bussière-Galant, Le Chalard, Ladignac-le-Long, Saint-Yrieix-la-Perche. |
| Oncre                | 4      | 12,2                  | la Glane          | la Loire          | 1 (87)                         | 4                  | 4                  | Blond, Cieux, Javerdat, Montrol-Sénard. |
| Parleur              | 4      | 14,1                  | le Taurion        | la Loire          | 1 (87)                         | 4                  | 4                  | Ambazac, Saint-Martin-Terressus, Saint-Priest-Taurion, Saint-Sylvestre. |
| Penchennerie         | 4      | 10,4                  | l'Auvézère        | la Dordogne       | 3 (19, 24, 87)                 | 5                  | 1                  | Coussac-Bonneval. |
| Périgord             | 4      | 11,1                  | l'Isle            | la Dordogne       | 2 (24, 87)                     | 4                  | 1                  | Bussière-Galant. |
| Petite Blourde       | 3      | 28,5                  | la Vienne         | la Loire          | 2 (86, 87)                     | 5                  | 1                  | Bussière-Poitevine. |
| Petite Briance       | 4      | 17,6                  | la Briance        | la Loire          | 1 (87)                         | 4                  | 4                  | Glanges, La Porcherie, Saint-Genest-sur-Roselle, Saint-Germain-les-Belles. |
| Planche Arnaise      | 4      | 13,5                  | le Glevert        | la Loire          | 2 (23, 87)                     | 4                  | 2                  | Arnac-la-Poste, Mailhac-sur-Benaize. |
| les Râches           | 4      | 12,8                  | la Vienne         | la Loire          | 1 (87)                         | 5                  | 5                  | Cognac-la-Forêt, Saint-Brice-sur-Vienne, Saint-Cyr, Saint-Laurent-sur-Gorre, Saint-Victurnien. |
| Ribière              | 4      | 19,9                  | la Vienne         | la Loire          | 2 (19, 87)                     | 5                  | 2                  | Eymoutiers, Nedde. |
| Ritord               | 4      | 11,7                  | la Couze          | la Loire          | 1 (87)                         | 4                  | 4                  | Compreignac, Razès, Saint-Léger-la-Montagne, Saint-Sylvestre. |
| Rivalier             | 4      | 18,4                  | l'Ardour          | la Loire          | 2 (23, 87)                     | 7                  | 5                  | Bersac-sur-Rivalier, Folles, Jabreilles-les-Bordes, Laurière, Saint-Sulpice-Laurière. |
| Roselle              | 4      | 22,8                  | la Briance        | la Loire          | 1 (87)                         | 5                  | 5                  | Linards, Saint-Bonnet-Briance, Saint-Genest-sur-Roselle, Saint-Hilaire-Bonneval, Saint-Paul. |
| Roulet               | 4      | 11,7                  | le Boucheron      | la Dordogne       | 2 (24, 87)                     | 4                  | 1                  | Saint-Yrieix-la-Perche. |
| Salleron             | 2      | 51,7                  | l'Anglin          | la Loire          | 3 (36, 86, 87)                 | 9                  | 1                  | Azat-le-Ris. |
| Semme                | 2      | 50,3                  | la Gartempe       | la Loire          | 2 (23, 87)                     | 10                 | 7                  | Bessines-sur-Gartempe, Châteauponsac, Droux, Fromental, Rancon, Saint-Amand-Magnazeix, Villefavard. |
| Tard                 | 4      | 11,5                  | la Vienne         | la Loire          | 1 (87)                         | 1                  | 1                  | Saint-Léonard-de-Noblat. |
| Tardoire             | 1      | 114                   | la Bonnieure      | la Charente       | 3 (16, 24, 87)                 | 30                 | 11                 | Châlus, Champagnac-la-Rivière, Champsac, Chéronnac, Cussac, Maisonnais-sur-Tardoire, Oradour-sur-Vayres, Pageas, Saint-Bazile, Saint-Mathieu, Les Salles-Lavauguyon. |
| Taurion              | 1      | 107,5                 | la Vienne         | la Loire          | 2 (23, 87)                     | 29                 | 6                  | Ambazac, Les Billanges, Le Châtenet-en-Dognon, Saint-Laurent-les-Églises, Saint-Martin-Terressus, Saint-Priest-Taurion. |
| Trieux               | 3      | 29,5                  | la Tardoire       | la Charente       | 2 (24, 87)                     | 7                  | 2                  | Maisonnais-sur-Tardoire, Marval. |
| Valentine            | 4      | 12,3                  | la Boucheuse      | la Dordogne       | 1 (87)                         | 2                  | 2                  | Coussac-Bonneval, La Roche-l'Abeille. |
| Valoine              | 4      | 19,4                  | la Vienne         | la Loire          | 1 (87)                         | 5                  | 5                  | Aureil, Condat-sur-Vienne, Eyjeaux, Feytiat, Limoges. |
| Vanette              | 4      | 10,5                  | l'Aixette         | la Loire          | 1 (87)                         | 4                  | 4                  | Burgnac, Lavignac, Meilhac, Nexon. |
| Vayres               | 4      | 14,2                  | la Graine         | la Loire          | 1 (87)                         | 3                  | 3                  | Oradour-sur-Vayres, Rochechouart, Vayres. |
| Vergogne             | 4      | 16,4                  | la Glane          | la Loire          | 1 (87)                         | 4                  | 4                  | Blond, Cieux, Javerdat, Oradour-sur-Glane. |
| Vienne               | 1      | 363,3                 | la Loire          | la Loire          | 7 (16, 19, 23, 37, 49, 86, 87) | 96                 | 29                 | Aixe-sur-Vienne, Augne, Beynac, Bujaleuf, Chaillac-sur-Vienne, Condat-sur-Vienne, Eybouleuf, Eymoutiers, Isle, Limoges, Masléon, Nedde, Neuvic-Entier, Le Palais-sur-Vienne, Rempnat, Royères, Saillat-sur-Vienne, Saint-Brice-sur-Vienne, Saint-Denis-des-Murs, Saint-Junien, Saint-Just-le-Martel, Saint-Léonard-de-Noblat, Sainte-Marie-de-Vaux, Saint-Martin-de-Jussac, Saint-Priest-sous-Aixe, Saint-Priest-Taurion, Saint-Victurnien, Saint-Yrieix-sous-Aixe, Verneuil-sur-Vienne. |
| Vige                 | 3      | 27,9                  | le Taurion        | la Loire          | 2 (23, 87)                     | 8                  | 2                  | Les Billanges, Sauviat-sur-Vige. |
| Vincou               | 2      | 50,4                  | la Gartempe       | la Loire          | 1 (87)                         | 12                 | 12                 | Bellac, Berneuil, Blond, Le Buis, Chamboret, Compreignac, La Croix-sur-Gartempe, Nantiat, Peyrat-de-Bellac, Saint-Sylvestre, Saint-Symphorien-sur-Couze, Thouron. |

### Autres cours d'eau
2 120 cours d'eau sont recensés en 2014 par les services de l'État dans le département, au sein du référentiel national BD Carthage.

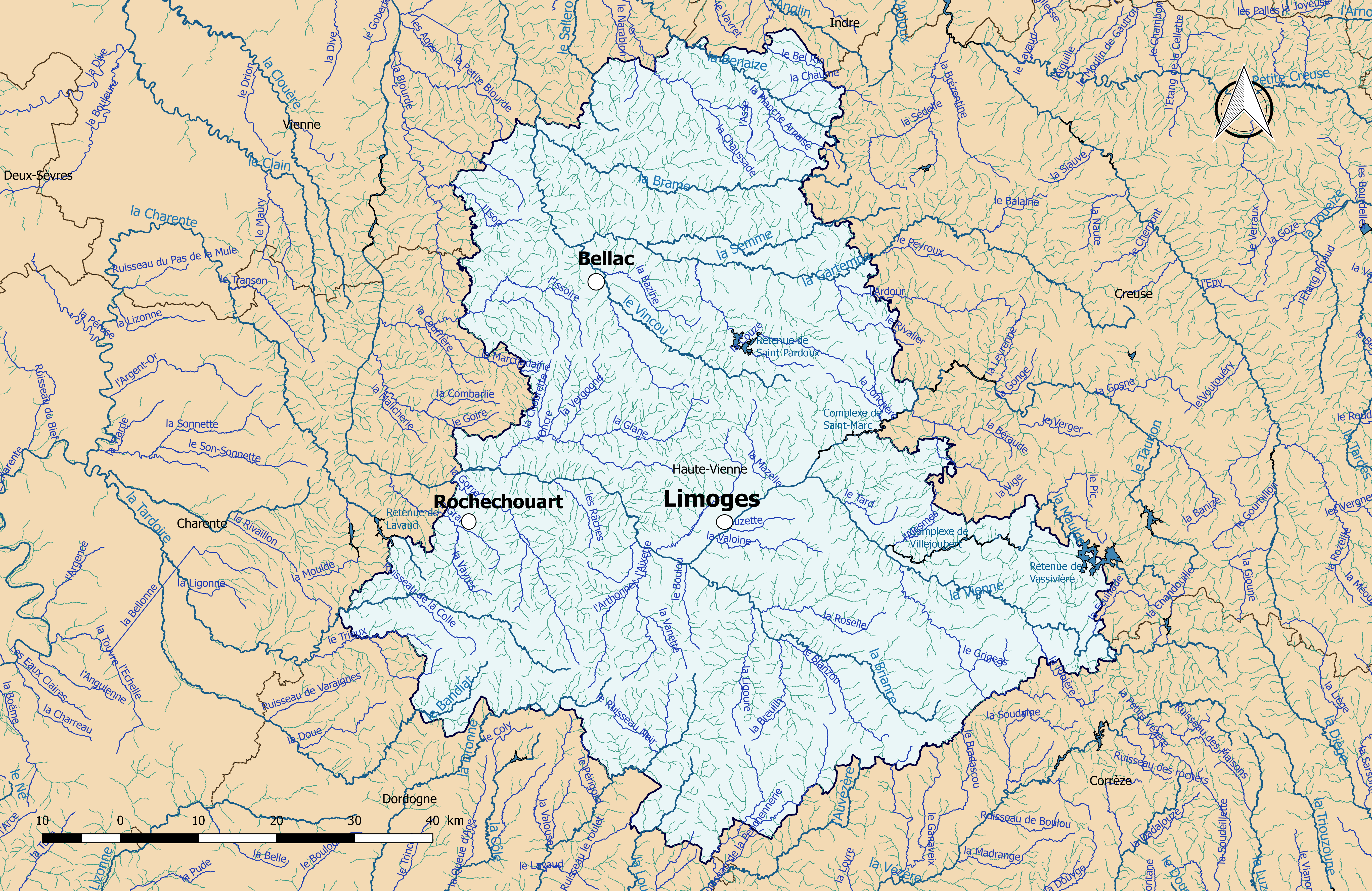
Carte de l'ensemble du réseau hydrographique de la Haute-Vienne.

En lien avec la loi pour la reconquête de la biodiversité, de la nature et des paysages, publiée au Journal officiel du 9 août 2016, définissant la notion de cours d’eau, une instruction du gouvernement du 3 juin 2015 demande aux services d’État de mettre en place une cartographie du réseau hydrographique dans chaque département, afin de permettre aux riverains concernés de distinguer facilement les cours d’eau des fossés, non soumis aux mêmes règles : une intervention sur un cours d’eau allant au-delà de l’entretien courant ne peut en effet se faire que dans le cadre d’une déclaration ou autorisation « loi sur l’eau ». Concernant la Haute-Vienne, cette cartographie interactive est disponible depuis 2017.
Parmi ces cours d'eau, l'Anguiennes, affluent de la Roselle a une longueur de 8,7 km.

## Canaux
Aucun canal ne traverse le territoire du département.

## Hydrologie
La Banque Hydro a référencé, dans le département de la Haute-Vienne, des stations de mesure hydrométriques sur les cours d'eau suivants : 
- l'Aixette à Aixe-sur-Vienne[BH 1]
- l'Ardour à Folles (Forgefer)[BH 2]
- l'Aurence à 
  - Isle[BH 3], Limoges (Moulin Pinard)[BH 4]
- la Benaize à Jouac[BH 5]
- la Brame à Oradour-Saint-Genest[BH 6]
- la Briance à Condat-sur-Vienne (Chambon Veyrinas)[BH 7]
- la Combade à 
  - Masléon[BH 8], Roziers-Saint-Georges[BH 9]
- la Couze à Saint-Léger-la-Montagne (Le Mazeaud)[BH 10]
- la Gartempe à 
  - Folles (Bessines)[BH 11], Folles (Mazéras)[BH 12], Saint-Bonnet-de-Bellac[BH 13]
- la Glane à Saint-Junien (Le Dérot)[BH 14]
- la Gorre à Chaillac-sur-Vienne[BH 15], Rochechouart[BH 16]
- l'Isle à Saint-Yrieix-la-Perche[BH 17]
- la Lande (source) à Couzeix (Coyol)[BH 18]
- la Maulde à Peyrat-le-Château[BH 19]
- la Roselle à Saint-Hilaire-Bonneval[BH 20]
- la Semme à Droux[BH 21]
- la Tardoire à Maisonnais-sur-Tardoire[BH 22]
- le Taurion à Saint-Priest-Taurion (Le Chauvan)[BH 23]
- la Vienne à 
  - Aixe-sur-Vienne[BH 24], Eymoutiers[BH 25], Limoges[BH 26], Le Palais-sur-Vienne[BH 27], Saint-Léonard-de-Noblat (Sempinet)[BH 28], Saint-Priest-Taurion[BH 29], Verneuil-sur-Vienne (Pont de la Gabie)[BH 30]
- le Vincou à 
  - Bellac (1)[BH 31], Bellac (2)[BH 32]